# Projet de loi no 100
Lire en ligne

Projet de loi : Loi modifiant diverses dispositions législatives concernant principalement les services de transport par taxi

La Loi modifiant diverses dispositions législatives concernant principalement les services de transport par taxi aussi nommé « Projet de loi n°100 » ou « PL100 », est un projet loi québécois déposé le 12 mai 2016 par le Gouvernement Couillard à l'Assemblée nationale du Québec modifiant diverses dispositions législatives concernant principalement les services de transport par taxi.
Ce projet de loi déposé par le ministre des Transports, de la Mobilité durable et de l’Électrification des transports Jacques Daoust, réaffirme la position du gouvernement par rapport aux services de taxi et contraint, du même coup, la multinationale Uber à se plier aux lois québécoises du taxi .

## Sécurité à vélo
En plus de réglementer, le taxi, le projet de loi 100 contient plusieurs dispositions visant à augmenter la sécurité des cyclistes. Il prévoit l'augmentation des amendes pour l'emportiérage, qui passerait de 30 $ à 60 $ à 200$ à 300$. Elle prévoit aussi de l’appliquer aux passagers du véhicules.
Le projet de loi prévoit aussi de modifier la manière de dépasser un vélo sur une même voie. Lorsqu'une automobile doit dépasser un vélo, il doit ralentir et tenir une distance de 1 m dans les zones de 50 km/h et moins et de 1,5 m quand la vitesse excède 50 km/h.